# Polski Zespół Śpiewaczy „Hutnik”
Polski Zespół Śpiewaczy „Hutnik” (PZŚ „Hutnik”) – polski chór mieszany działający na Zaolziu w ramach Sdružení uměleckých a zájmových aktivit Třinec, z.s..

## Historia
Polski Zespół Śpiewaczy „Hutnik” powstał w 1954 roku. Założycielami „Hutnika” byli pierwszy dyrygent chóru Karol Wronka i pierwszy prezes Mieczysław Piechaczek.
W odróżnieniu od innych polskich chórów w regionie, „Hutnik” nie funkcjonował przy Kole PZKO, lecz przy związkach zawodowych Huty Trzyniec, później Klubie Zakładowym RZZ i Jednolitym Ośrodku Kultury HT.
Początkowo składał się z członków chóru męskiego Stowarzyszenia Młodzieży Polskiej, działającego w latach 1947–1952 z Trzyńca. Grupę tę zasilili śpiewacy z okolicznych miejscowości, zwłaszcza z Lesznej Dolnej. W roku 1955 rozpoczął działalność chór żeński „Hutnika”. Oprócz chórów męskiego, żeńskiego i mieszanego w ramach „Hutnika” działały także trzy tercety żeńskie i dwa kwartety męskie. Każdy z chórów „Hutnika” miał swój własny repertuar. W latach 1995–2004 podział na chóry męski i żeński zanikł. Od tej pory chór działał jako jeden chór mieszany pod oficjalną nazwą Polski Zespół Śpiewaczy „Hutnik”. W 1982 roku zespół skupiał łącznie 123 osoby. Występy chórzystów uatrakcyjniali współpracujący z „Hutnikiem” Trzyniecka Orkiestra Kameralna (Czechy), soliści, tacy jak Alina Farna-Podskalska (Czechy), Władysław Czepiec (Czechy), pianistka Beata Drzewiecka (Polska), obecnie harfista Wojciech Trefon (Polska), oraz grafik Yurii Bukalo (Ukraina). 

## Prezesi
Pierwszym prezesem PZŚ „Hutnik”, jak również jego współzałożycielem był Mieczysław Piechaczek. Pełnił on obowiązki prezesa w latach 1954–1958. Po rezygnacji M. Piechaczka funkcję prezesa objął Oskar Körner. Po zmianach na stanowisku prezesa i kierownika organizacyjnego (O. Körner (1958-1960), Karol Sikora (1960-1965), Bogumił Goj (1965-1966), Władysław Martynek (1966-1969)) w 1969 roku funkcję tę objął Jan Hławiczka. 40 lat jego pracy organizacyjnej to okres największych osiągnięć „Hutnika” i całego śpiewactwa zaolziańskiego. Dowodem szacunku, jakim cieszył się on w środowisku śpiewaczym, było wybranie go w 1992 roku na prezesa Zrzeszenia Śpiewaczo-Muzycznego w Republice Czeskiej. Obecną prezeską Polskiego Zespołu Śpiewaczego „Hutnik” jest od 2009 roku Anna Kornuta.

## Dyrygenci i kierownicy artystyczni
Pierwszym dyrygentem, kierownikiem artystycznym i współzałożycielem PZŚ „Hutnik” był  Karol Wronka. Następnie stanowisko dyrygenta w 1980 roku przejął Erich Śmiłowski, a następnie w 1982 roku Jerzy Kaleta. W 1985 roku stanowisko dyrygenta i kierownika artystycznego przejął Cezary Drzewiecki. W tych latach Eugeniusz Worek pełnił rolę jako asystent dyrygenta. W kolejnych latach (od 1999 roku) dyrygentką była Ewa Wigezzi, a po niej w 2003 roku funkcję tę przejęła Aleksandra Zeman. W 2006 roku ponownie rozpoczął pracę z „Hutnikiem” Cezary Drzewiecki, którego od roku 2015 do 2017 zastępowała Anna Ostrowska.

## Wyjazdy i występy w regionie i za granicą
W ciągu swej wieloletniej kariery „Hutnik” wielokrotnie prezentował swoje umiejętności w regionie i w ośrodkach muzycznych Europy.
Pierwsze zagraniczne tournée w latach 50. i 60. prowadziły głównie do Polski. Występ „Hutnika” na ogólnopolskim festiwalu chórów „O laur XX-lecia PRL” w 1965 roku był istotny w jego karierze, gdyż od tej pory Polski Zespół Śpiewaczy „Hutnik” był w Polsce postrzegany jako najbardziej dojrzały artystycznie chór zaolziański. W 1970 roku zespół wziął udział w „I Światowym Festiwalu Chórów Polonijnych w Koszalinie”. Zespół „Hutnik” był najliczniejszym zespołem polonijnym i reprezentował najwyższy poziom. Walory te zapewniły mu udział w niemal wszystkich późniejszych edycjach Festiwalu (w 12 spośród 14).
W późniejszych latach „Hutnik” wystąpił w prawie wszystkich krajach Europejskich. Chór odwiedził m.in. praskie Klementinum (1995), Słowację, Holandię (1995), Szwajcarię (1996), Francję (1996), Niemcy (1997), Wielką Brytanię (1997), Rzym (1998), Łotwę (1999), Belgię, Bośnię i Hercegowina, Bułgarię, Chorwację, Rumunię, Wilno (2001), Finlandię (2002), Węgry, Filharmonię Berlińską w Berlinie (2011)
W roku 1997 PZS „Hutnik” gościł w Londynie na zaproszenie „Mazurów” i wystąpił w katedrze w Winchester. 

## Repertuar
Repertuar PZŚ „Hutnik” obejmuje utwory świeckie i sakralne najbardziej znanych światowych kompozytorów, jak również utwory kompozytorów pochodzących z Zaolzia. Chór wykonuje utwory w różnych językach (polski, czeski, słowacki, rosyjski, angielski, niemiecki, włoski, węgierski, ukraiński, chorwacki, litewski, w łacinie, …). W repertuarze została również zachowana tradycyjna regionalna muzyka ludowa.
Kiedy w repertuarze „Hutnika” zaczęła przeważać muzyka sakralna, zespół coraz częściej występował w kościołach i świątyniach. Takich jak np. Kościół Mariacki w Krakowie (1992), Bazylika Św. Krzyża w Warszawie (1993), z którego msza była emitowana przez Polskie Radio. Zespół został również zaproszony przez telewizję ÖRF do nagrania programu w jej wiedeńskim studiu (1994).

## Nagrania
PZŚ „Hutnik” jako pierwszy zaolziański zespół postanowił utrwalać swój repertuar. W 1990 roku ukazała się pierwsza płyta długogrającą pt. „Znasz-li ten kraj”. Zaledwie trzy lata później kolejna, tym razem kompaktowa, płyta pt. „Tu jest mój dom”. W 2008 roku „Hutnik” nagrał trzecią z kolei płytę pt. „Słyszę z nieba muzykę”, która zawiera polskie kolędy.

## Odznaczenia i wyróżnienia
- 1964 Złota Odznaka Honorowa Zjednoczenia Polskich Zespołów Śpiewaczych i Instrumentalnych, Warszawa
- 1966 Dyplom „Za osiągnięcia artystyczne” – Komitet Okręgowy CZM, Ostrawa
- 1971 Dyplom Rady Okręgowej Amatorskiej Twórczości Artystycznej, Ostrawa
- 1972 Złota odznaka „Za zasługi” – ZG PZKO, Czeski Cieszyn
- 1974 Medal Pamiątkowy Ogólnopolskiego Komitetu Obchodów Kopernikowskich, Warszawa
- 1974 Dyplom „Za osiągnięcia artystyczne” – Okręgowa Rada Związków Zawodowych, Ostrawa
- 1975 Dyplom „Za osiągnięcia artystyczne” – Centralna Rada Związków Zawodowych, Praga
- 1979 Odznaka „Zasłużony dla kultury polskiej” – Ministerstwo Kultury i Sztuki, Warszawa
- 1979 Dyplom Honorowy – Towarzystwo „Polonia”, Warszawa
- 1981 Dyplom – PRN we Frydku-Mistku
- 1981 „Laur 35-lecia PZKO” – ZG PZKO, Czeski Cieszyn
- 1982 Dyplom Honorowy „Za osiągnięcia w upowszechnianiu kultury” – Minister Kultury i Sztuki, Warszawa
- 1989 Akt Uznania – Prezydium Okręgu Północnomorawskiego, Ostrawa
- 1989 Złota Odznaka Honorowa – Towarzystwo „Polonia”, Warszawa
- 1994 Złota Odznaka Honorowa z Laurem – PZChiO, Warszawa
- 1994 Zasłużony dla Związku I stopnia – ZG PZKO, Czeski Cieszyn
- 1997 Dyplom dla chóru, który jako pierwszy z Europy Wschodniej i Środkowej wystąpił w Katedrze w Winchester